# Taumrian
Taumrian ist ein osttimoresischer Ort im Suco Leolima (Verwaltungsamt Balibo, Gemeinde Bobonaro). Er liegt in einer Meereshöhe von 328 m im Süden der Aldeia Duaderoc. NIcht asphaltierte Straßen führen von hier aus in die Nachbardörfer Oetapo im Nordosten, Faturui im Südosten und Maliaben (im Suco Sanirin) im Südwesten. In dieser Richtung liegt auch der Friedhof von Maliaben, auf Gebiet des Sucos Leolima. Zwischen Friedhof und Ort Maliaben erhebt sich der Foho Oholaun (640 m). Nördlich von Taumrian steigen Berge an, mit dem Foho Duadatok (497 m) als höchsten Gipfel.